# Parathesis crassiramea
Parathesis crassiramea är en viveväxtart som beskrevs av Cyrus Longworth Lundell. Parathesis crassiramea ingår i släktet Parathesis och familjen viveväxter. Inga underarter finns listade i Catalogue of Life.